# Elachistocleis
Elachistocleis – rodzaj płazów bezogonowych z podrodziny Gastrophryninae w rodzinie wąskopyskowatych (Microhylidae).

## Zasięg występowania
Rodzaj obejmuje gatunki występujące w Panamie i Kolumbii na wschód od Andów, do południowego Paragwaju, południowo-wschodniej Boliwii, środkowej Argentyny, środkowej i południowo-wschodniej Brazylii i Urugwaju; także na Trynidadzie.

## Systematyka

### Etymologia
- Engystoma: gr. εγγυς engus „prawie, jak”[8]; στομα stoma, στοματος stomatos „usta”[9]. Gatunek typowy: Rana ovalis Schneider, 1799.
- Microps: gr. μικρος mikros „mały”[10]; ωψ ōps, ωπος ōpos „wygląd, oblicze”[11]. Gatunek typowy: Microps unicolor Wagler, 1828 (= Rana ovalis Schneider, 1799). Nazwa zajęta przez Microps Megerle, 1823 (Coleoptera).
- Stenocephalus: gr. στηνος stēnos „wąski, cienki”[12]; κεφαλος -kephalos „-głowy”, od κεφαλη  kephalē „głowa”[13]. Gatunek typowy: Stenocephalus microps Tschudi, 1838 (= Rana ovalis Schneider, 1799). Nazwa zajęta przez Stenocephalus Latreille, 1825 (Hemiptera).
- Elachistocleis: gr. ελαχιστος elakhistos „najmniejszy, najmniej”, forma wyższa od ελαχυς elakhus „mały”[14]; κλεις kleis, κλειδος kleidos „haczyk, obojczyk”[15].
- Relictivomer: łac. relictus „relikt, przeżytek”, od relinquere „zostawić w tyle”; vomer „lemiesz”[16]. Gatunek typowy: Hypopachus pearsei Ruthven, 1914.

### Podział systematyczny
Do rodzaju należą następujące gatunki:
- Elachistocleis araios Sánchez-Nivicela, Peloso, Urgilés, Yánez-Muñoz, Sagredo, Páez & Ron, 2020
- Elachistocleis bicolor (Guérin-Méneville, 1838)
- Elachistocleis cesarii (Miranda-Ribeiro, 1920)
- Elachistocleis corumbaensis Piva, Caramaschi & Albuquerque, 2017
- Elachistocleis erythrogaster Kwet & Di-Bernardo, 1998
- Elachistocleis haroi Pereyra, Akmentins, Laufer & Vaira, 2013
- Elachistocleis helianneae Caramaschi, 2010
- Elachistocleis magna Toledo, 2010
- Elachistocleis muiraquitan Nunes-de-Almeida & Toledo, 2012
- Elachistocleis nigrogularis Jowers, Othman, Borzée, Rivas-Fuenmayor, Sánchez-Ramírez, Auguste, Downie, Read & Murphy, 2021
- Elachistocleis ovalis (Schneider, 1799)
- Elachistocleis panamensis (Dunn, Trapido & Evans, 1948)
- Elachistocleis pearsei (Ruthven, 1914)
- Elachistocleis piauiensis Caramaschi & Jim, 1983
- Elachistocleis sikuani CAcosta-Galvis, Tonini & de Sá, 2022
- Elachistocleis skotogaster Lavilla, Vaira & Ferrari, 2003
- Elachistocleis surinamensis (Daudin, 1802)
- Elachistocleis tinigua Acosta-Galvis, Tonini & de Sá, 2022